# Meganisoptera
Die Meganisoptera sind eine ausgestorbene Gruppe der Libellenstammlinie (Odonata). Sie werden entweder als direkte Stammgruppe der rezenten Libellen oder als ihre Schwestergruppe aufgefasst, mit denen sie gemeinsam nach verbreiteter Ansicht das Taxon Odonatoptera bilden. Sie umfassen als bekannteste Vertreter die Riesenlibellen Meganeura monyi (ein unvollständiges Exemplar mit bis zu 70 Zentimetern Flügelspannweite) und Meganeuropsis permiana (bis zu 72 cm), und damit die größten fliegenden Insekten der Erdgeschichte.
Der ältere Name Protodonata Brongniart, 1894, der oft in gleichem Sinne gebraucht wird, ist in seiner Abgrenzung unklar und beruht möglicherweise auf einer Gruppe (der Gattung Protagrion), die heute als nicht der Stammlinie der Libellen zugehörig betrachtet wird, er wird daher von den meisten Wissenschaftlern heute vermieden. 
Den Meganisoptera werden die folgenden Familien zugeordnet:
- Namurotypidae Bechly, 1996 mit der einzigen Art Namurotypus sippeli Brauckmann & Zessin, 1989.
- Meganeuridae Handlirsch, 1906
- Kohlwaldiidae Guthörl, 1962
- Paralogidae Handlirsch, 1906

Die Abgrenzung der Familien ist allerdings wegen der bisher nur spärlichen Funde zwischen verschiedenen Forschern umstritten und unklar, weshalb viele gar keine Familienzuordnung vornehmen. 
Gelebt haben diese Tiere im oberen Karbon vor etwa 320 Millionen Jahren bis in das späte Perm vor etwa 250 Millionen Jahren. Sie waren vermutlich fast weltweit verbreitet, Funde liegen vor aus Europa, Russland, China, Nord- und Südamerika.
Die ältesten Vertreter waren drei Arten aus dem Namurium von Hagen-Vorhalle (ca. 320 Mill. Jahre alt) in Deutschland: Namurotypus sippeli (32 cm Flügelspannweite), Erasipteroides valentini und Zessinella siope. Die größte auf deutschem Gebiet gefundene riesenflüglige Urlibelle ist Stephanotypus schneideri aus dem Stefanium von Plötz bei Halle (ca. 295 Mill. Jahre alt) mit einer Flügelspannweite von 45 cm (Brauckmann & Zessin, 1989).
Es wurde vermutet, dass diese Rieseninsekten nur wegen des extrem hohen Sauerstoffgehalts der Atmosphäre nach dem Karbon, der bei 35 Prozent (heute: 21 %) lag, lebensfähig waren. 2009 wurden bei Montpellier 250 Millionen Jahre alte, noch immer sehr große Meganeura-Fossilien entdeckt. Für diese Zeit des endenden Perm wird schon ein Atmosphärensauerstoff etwa wie heute vermutet, was dieser Theorie widerspricht. Neuere Hypothesen erklären ihr Aussterben mit dem Erscheinen der ersten Pterosaurier und auch von Flugreptilien wie Coelurosauravus.

## Medien
- Les Mondes Perdus. Teil: Qui a tué les insectes géants? (Ausgelöscht: Wer hat die dicken Brummer umgebracht?). Dokumentation; Regie: Emma Baus, Bertrand Loyer; Saint-Thomas Productions; F 2015; Arte, Aventure Humaine (Entdeckung), Dezember 2016 (Weblink, arte.tv) – mit zahlreichen modernen Computeranimationen.